# Luzula ostenii
Luzula ostenii là một loài thực vật có hoa trong họ Juncaceae. Loài này được (Mattf.) Herter mô tả khoa học đầu tiên năm 1956.